# كيس آرتز (لاعب كرة قدم)
كيس آرتز (بالهولندية: Kees Aarts)‏ هو لاعب كرة قدم هولندي، ولد في 30 نوفمبر 1941 في بارله ناساو في هولندا، وتوفي في 16 نوفمبر 2008 في لاهاي في هولندا. شارك مع منتخب هولندا لكرة القدم. أما مع النوادي، فقد لعب مع غو أهد إيغلز.

## وصلات خارجية
- كيس آرتز على موقع قاعدة بيانات كرة القدم.إي يو (الإنجليزية)
- كيس آرتز على موقع ناشيونال فوتبول تيمز (الإنجليزية)
- كيس آرتز على موقع عالم كرة القدم.نت (الإنجليزية)